# Васко Абаджиев
Васил Николов Абаджиев е български цигулар и композитор, който още в детска възраст получава международна известност с виртуозните си изпълнения и е наричан „дете-чудо“, „Паганини на XX век“, „Новият Йехуди Менухин“, „дяволският цигулар“. Той е единственият цигулар, който изпълнява в един концерт всяко от 24-е капричии на Паганини поотделно, което се счита за подвиг на виртуози.

## Биография
Васко Абаджиев е роден на 14 януари 1926 г. в София в семейството на професора по цигулка в Софийската консерватория Никола Абаджиев и на Лала Пиперова – Абаджиева, пианистка.
На 2-годишна възраст родителите му откриват, че има съвършен музикален слух. На 6-годишна възраст Васко прави дебют като цигулар, като безупречно изпълнява ла минорния концерт на Вивалди, сол мажорния концерт от Моцарт и други творби, а изявата му е много впечатляваща. Завършва столичното училище „Априлов“ с отличие и взема четиригодишния курс на обучение за две. Едва деветгодишен завършва Консерваторията и става най-младият дипломант в историята на българското висше образование. През 1937 г. получава извънредно отличие на конкурса „Йожен Изаи“ и става редовен студент в майсторския клас на Брюкселската академия. На 12 години е лауреат на конкурса „Фриц Крайслер“ в Лиеж. Гостува на крал Леополд III, който му предлага белгийско гражданство, но Васко му отказва. Става световноизвестен след триумфа си на конкурсите „Йожен Изаи“ и „Франс Крайслер“. Научава немски, френски, италиански, английски и унгарски език.
Следват поредица от концерти c най-известните филхармонии и симфонични оркестри в Европа под диригентството на Вилхелм Фуртвенглер, Вилем Менгелберг, Карл Бьом и др. Следват триумф след триумф – турнета из Белгия, Германия, Франция, Италия, Дания, Швеция където свири с най-прочути оркестри и диригенти и изнася десетки камерни концерти. В средата на Втората световна война Васко Абаджиев заминава със семейството си в Германия и започва да следва във Висшето училище по музика в Берлин - специалност композиция и контрапункт (1941-45). В Германия американски диригент му предлага блестящо бъдеще в САЩ пред алтернативата да бъде върнат в България от съветските войски, но той отказва. През Втората световна война продължава да свири в Германия. През 1947 г. умира баща му. След смъртта му Васко Абаджиев заминава да лекува разклатените си нерви в Будапеща, където основава трио и квартет, с които успешно концертира.
Завръща се в България през 1952 г. От 1952 до 1956 г. Васко Абаджиев изнася десетки самостоятелни рецитали, концерти с акомпанимент от Панчо Владигеров из цялата страна. Свири и в Софийската филхармония. През 1953 г. е отличен с Димитровска награда, но е заставен да свири в заводи и колективи и е ограничен от изяви на световните сцени. Разрешават му да свири само в Чехословакия, Унгария и някои и други страни от социалистическия лагер. Забраните го карат да замине за Унгария, а от там емигрира във ФРГ, където прекарва около 30 години. В България името му става табу и е обявен за невъзвращенец.
По време на събитията през 1956 г. В. Абаджиев се намира в Унгария, където е нападнат във влака между Будапеща и Прага, получава травми и заминава в Западен Берлин, за да се лекува. До 1965 г. В. Абаджиев преживява успешно в Германия благодарение на силната воля на майка му. През същата година тя умира и по детски наивният Васко Абаджиев трудно се прехранва и е неспособен да се справи с битовата страна на живота си. След прекарана катастрофа, при която получава черепна травма, която допълнително влошава здравето му, той е принуден да работи като куриер в издателство и да свири в моряшки кръчми на квартала „Санкт Паули“ в Хамбург. Живее при полусляпа и полуглуха възрастна жена, която се грижи за него.
Умира на 14 декември 1974 г. от естествена смърт в Хамбург. Открит е безжизнен във вагон на градската железница в Хамбург. Гробът му остава неизвестен.
Васко Абаджиев е автор на над 60 композиции, които са свирени от квартетите „Димов“ и „Лечев“.

## Ранни изяви
В брой 299 от 22 февруари 1936 г. на в. „Литературен глас“ Калина Малина публикува статия, посветена на тогава десетгодишния Васко Абаджиев, придружена от портрет на младия цигулар от Благой Мавров.
В текста акцент е поставен върху два последователни концерта на Васко Абаджиев – във Военния клуб и в салона на „Opera Pro Oriente“ (14 януари 1936 г.), организирани от комитета за отпразнуване 10-годишния рожден ден на малкия артист и оставили, според авторката, дълбоки следи в софийските музикални среди със своята задълбочена интерпретация на произведения от Тартини, Паганини и Чайковски.
По повод честването проф. Александър Балабанов изнася реч, с която изразява очакванията си Васко Абаджиев да разнесе „славата на България по целия свят“.

## В популярната култура
- В кратка сцена от романа „Балада за Георг Хених“ на Виктор Пасков, издаден през 1987 г., майката на Виктор прави препратка към личността на Васко Абаджиев:

| „ | - Е не разбираш ... Иска да каже, че прави цигулка за някой като господ. - За Васко Абаджиев ли? - наивно попита майка му. | “ |

- През 2002 г. е направен документалния филм „Васко Абаджиев“ на режисьорката Моника Якимова.

- През 2009 г. писателят Маргарит Абаджиев издава „Шакона пасион“, биографичен роман, посветен на Васко Абаджиев.

## Памет
На Васко Абаджиев е наречена улица в квартал „Студентски град“ в София (Карта).